# Mercedes-Benz O-370
O Mercedes-Benz O-370 é um ônibus fabricado no Brasil nos anos 80, entre 1984 e 1987. Seu antecessor são os O-364 e seu sucessor é o O-371.
Este modelo tem o mesmo aspecto que os seus sucessores O-371 e O-400, formando uma espécie de trilogia.

## Modelos
O modelo O-370RS foi equipado com um motor OM355/6A, o modelo O-370RSD com um motor OM355/6LA e o O-370R em um motor OM355/5A.
O modelo RS tem apenas um eixo atrás mas o RSD tem dois eixos no lado traseiro e o eixo que move o veículo é o último. O outro só suporta peso.
O modelo RS e RSD tem suspensão pneumática, mas o modelo R possui suspensão simples de molas.